# Vakilhammam

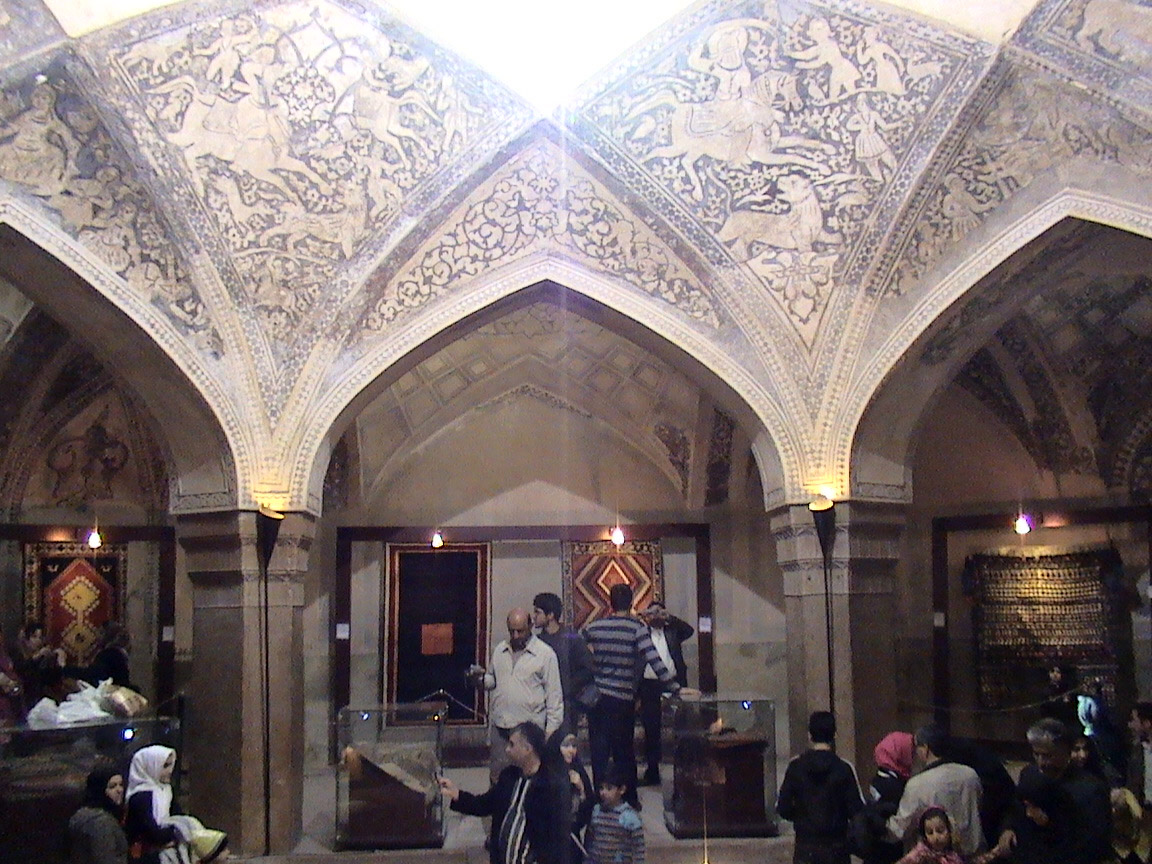
Vakilhammam

De Vakilhamam (Perzisch: حمام وکیل; Hammam-e Vakil) is een hamam (badhuis) in het oude centrum van de Iraanse stad Shiraz, nabij de Vakilbazaar en direct ten westen van de Vakilmoskee.
Het badhuis werd gebouwd in de 18e eeuw tijdens de heerschappij van Karim Khan en is vernoemd naar zijn titel 'vakil' ("regent"). De smalle ingang leidt via een trap naar een portiek net onder de grond. Daarachter bevindt zich de kleedkamer. Op deze wijze probeerde men te voorkomen dat de kou naar binnen kwam of de warmte uit de hammam ontsnapte. Onder de vloer bevindt zich een nauwe ruimte waardoor de hitte kon stromen, zodat de vloer heter werd. In het zuidelijk deel is een khazineh (chazineh) gebouwd; een soort douche met twee grote ketels voor het verhitten van het water.
In 2001 werd een traditioneel theehuis in de Vakilhamam gevestigd, maar nadat bleek dat de keuken zorgde voor schade aan het gebouw, werd het restaurant gesloten. Sinds 2008 huisvest het een klein tapijtmuseum.